# Království Jugoslávie
Království Jugoslávie (Краљевина Југославија, Kraljevina Jugoslavija) byla země v jihovýchodní a střední Evropě, která existovala od roku 1918 do roku 1941. V letech 1918 až 1929 se oficiálně nazývala Království Srbů, Chorvatů a Slovinců (tehdejší srbochorvatštinou Kraljevina Srba, Hrvata i Slovenaca, cyrilicí Краљевина Срба, Хрвата и Словенаца, slovinsky Kraljevina Srbov, Hrvatov in Slovencev), zkracované na Království SHS, ale kvůli jejímu původu se v hovorové řeči používal termín „Jugoslávie“ (dosl. 'Země jižních Slovanů' ). Oficiální název státu byl změněn na „Království Jugoslávie“ králem Alexandrem I. 3. října 1929.
Předběžné království vzniklo v roce 1918 spojením prozatímního státu Slovinců, Chorvatů a Srbů (samotného vzniklého z území bývalého Rakouska-Uherska, zahrnujícího dnešní Bosnu a Hercegovinu a většinu dnešního Chorvatska a Slovinska) a Banátu, Bačky a Baranje (která byla součástí Uherského království v rámci Rakousko-Uherska) s dříve nezávislým Srbským královstvím. Ve stejném roce také Království Černé Hory vyhlásilo sjednocení se Srbskem, zatímco regiony Kosovo a Vardarská Makedonie se před sjednocením staly součástí Srbska.
Státu vládla srbská dynastie Karađorđevićů, která dříve vládla Srbskému království za Petra I. od roku 1903 (po květnovém převratu). Petr I. se stal prvním králem Jugoslávie až do své smrti v roce 1921. Na jeho místo nastoupil jeho syn Alexandr I., který byl regentem za svého otce. Byl známý jako „Alexander Sjednotitel“ a v roce 1929 přejmenoval království na „Jugoslávii“. Byl zavražděn v Marseille Vladem Černozemskim, členem Vnitřní makedonské revoluční organizace (IMRO), během své návštěvy Francie v roce 1934. Korunu předal 11letému synovi Petrovi. Alexandrův bratranec Pavel Karađorđević vládl jako princ-regent až do roku 1941, kdy Petr II. dosáhl plnoletosti. Královská rodina odletěla do Londýna ve stejném roce, než byla země napadena mocnostmi Osy.
V dubnu 1941 byla země obsazena a rozdělena mocnostmi Osy. V Londýně byla ustavena královská exilová vláda, uznaná Spojeným královstvím a později i všemi spojenci. V roce 1944, po nátlaku britského premiéra Winstona Churchilla, král uznal vládu Demokratické federální Jugoslávie za legitimní vládu. Ta byla založena 2. listopadu po podpisu smlouvy z Visu Ivanem Šubašićem (jménem království) a Josipem Brozem Titem (jménem jugoslávských partyzánů).

## Historie

### Vznik
Po rozpadu Rakouska-Uherska vznikl v jeho jižní části, v oblasti obývané Jihoslovany, Stát Slovinců, Chorvatů a Srbů (Stát SHS, srbochorvatsky (Država Slovenaca, Hrvata i Srba, slovinsky Država Slovencev, Hrvatov in Srbov), který vyhlásila 29. října 1918 Národní rada Slovinců, Chorvatů a Srbů se sídlem v Záhřebu. Tento stát se rozkládal na územích Kraňska, části Štýrska, Chorvatska, Slavonie, Dalmácie a Bosny a Hercegoviny. Části Vojvodiny – Bačka, Banát a Baranja – se však 24. listopadu 1918 připojily k Srbsku. 26. listopadu 1918 se poté na základě usnesení Podgorické skupštiny sloučila se Srbskem (k němuž již dříve patřila i oblast Kosova a Severní Makedonie), i předtím samostatná Černá Hora. 1. prosince 1918 pak došlo ke sjednocení Státu SHS se Srbským královstvím a vyhlášení Království Srbů, Chorvatů a Slovinců jako společného státu všech Jihoslovanů; hlavním městem nového státu se stal Bělehrad.
Tomuto vývoji předcházelo podepsání několika dohod mezi představiteli rakousko-uherských Jihoslovanů (v emigraci sdružených kolem Jihoslovanského výboru a v Chorvatsku kolem Národní rady) a Srbského království, z nichž nejdůležitější byla Korfská deklarace z 20. července 1917 a Ženevská dohoda z 6.– 9. listopadu 1918. Ještě v květnu 1917 jihoslovanští poslanci vídeňské Říšské rady navrhovali v Májové deklaraci vytvoření společného státu Slovinců, Chorvatů a Srbů pod vládou habsbursko-lotrinské dynastie.
Sjednocení jihoslovanských národů do jednoho státu se na první pohled může zdát jako logické vyústění jejich dlouhodobých snah o kulturní a politickou nezávislost, ale z druhé strany k němu došlo jen spíše díky souhře událostí na mezinárodní a jihoslovanské politické scéně: rozpoutání první světové války, vstupu USA do války, rozpadu Rakousko-Uherska a konečnému vítězství Srbska a zejména snaze Itálie o anexi Slovinska a chorvatského přímoří. Společný stát byl tedy „sňatkem z rozumu“, který byl volbou menšího zla před větším. Jednotlivé národy a národnosti se nacházely na zcela odlišných stupních vývoje, a to jak v oblasti kulturní, tak hospodářské a společenské. Zatímco sever, který byl do roku 1918 součástí Rakouska-Uherska, byl hospodářsky vyspělejší, jih byl vzhledem ke svému dlouhodobému vývoji zaostalý. Dalším problémem společného státu byla existence tří kulturně-civilizačních okruhů – západního, východního a orientálního, potažmo tří náboženství – katolického a pravoslavného křesťanství a sunnitského islámu. 78 % obyvatel státu žilo navíc na venkově.
Ve Vidovdanské ústavě byl potvrzen centralistický charakter státu. Původní jednotky, které existovaly během Rakousko-Uherska apod. byly zrušeny a považovány za nebezpečný zdroj možného separatismu, pokud by byly obnoveny. Každá z oblastí byla organizována tak, aby měla nejméně 800 000 obyvatel a aby mohla být ekonomicky funkční; i přesto však nedošlo k tomu, co bylo zavedeno v roce 1929, tedy k spojení zcela nesourodých území do velkých celků. Všech 33 oblastí víceméně respektovalo historické hranice (jednu oblast tvořila například Černá Hora, šest Bosna a Hercegovina, či tři nejjižnější pak území budoucí svazové republiky Makedonie. Proti takovému uspořádání však byla řada např. chorvatských politiků.

### 20. a 30. léta

Král Petr I.

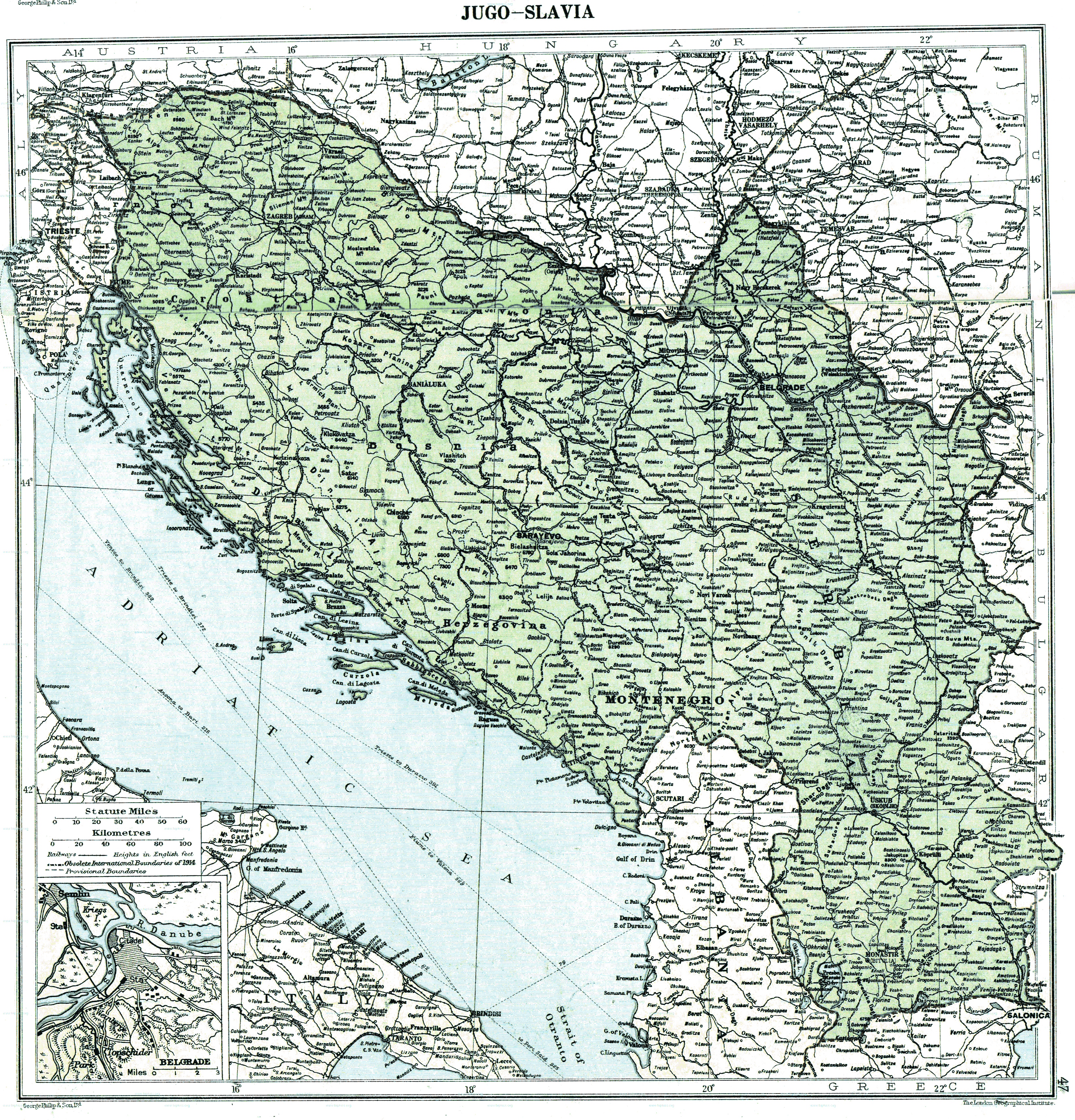
Království SHS roku 1919

Prvním panovníkem Království SHS se stal srbský král Petr I. Karadjordjević (1844–1921), který vládl až do své smrti v roce 1921. Na sklonku jeho vlády roku 1920 došlo k podpisu obranné smlouvy s Československem, která byla o rok později rozšířena o Rumunsko a dostala název Malá dohoda. Jejím cílem bylo zamezit revizionistickým snahám Maďarska, Bulharska a Itálie po první světové válce. Nástupcem Petra I. se stal druhý nejstarší syn Alexandr, po korunovaci nazývaný jako Alexandr I. Karađorđević (1883–1934).
Značné regionální odlišnosti jednotlivých oblastí v království vyvolávaly nestabilní situaci, která vyústila na počátku 20. let v rozsáhlé zmatky ve státní správě a politice (časté střídání vlád) a několik protestních akcí v Lublani, Záhřebu, Podgorici i Bělehradě. Panovaly obavy z komunistického převratu, či intervence ze zahraničí. Neutěšená situace vyvrcholila v létě 1928, kdy došlo v parlamentu k zastřelení dvou chorvatských poslanců. Následně v lednu 1929 se za pomoci vojenských kruhů král Alexandr I. chopil moci a nastolil diktaturu. Okamžitě zakázal všechny politické strany založené na národnostním, náboženském nebo teritoriálním základě. V té době také začala nekompromisní perzekuce členů Komunistické strany Jugoslávie. V roce 1929 se název země změnil na Království Jugoslávie a změny postihly i správní členění státu. Původní oblasti byly nahrazeny devíti bánovinami, popírajícími historické hranice jednotlivých oblastí. V šesti z nich mělo většinu srbské obyvatelstvo, ve dvou chorvatské a v jedné slovinské.
V zahraniční politice 30. let se sice Jugoslávie orientovala především (stejně jako například Československo) na Francii a Malou Dohodu (ČSR také Jugoslávii prodávala vojenskou techniku a odebírala odtamtud suroviny), postupem času, hlavně se sílením Německa bylo jasné, že bude nezbytná změna kurzu, chce-li společný jihoslovanský stát, obklopený samými nepřáteli (Itálie, Maďarsko, Bulharsko, Albánie), přežít. Během vlády Milana Stojadinoviće se navíc rozvinul s Německem i zahraniční obchod, což bylo zapříčiněno také i izolací Itálie kvůli válce v Habeši. V rámci Malé Dohody začal Bělehrad zastávat stále rezervovanější postoj, na rozdíl od Rumunska a Československa, které zhoršování vztahů mezi Berlínem a Paříží děsilo a kteří se obávali další německé expanze. Jugoslávská strana odmítala návrhy na posílení paktu.
Třicátá léta 20. století byla svědkem růstu nacionalistických ambicí jednotlivých národů Jugoslávie, které vyústily v úspěšný atentát na Alexandra I. v Marseille, spáchaný probulharským Makedoncem Veličkem Kerinem. Novým králem se stal nezletilý Petr II. Karađorđević (1923–1970), kterému v roce 1934 bylo pouhých jedenáct let. Do nabytí plnoletosti měl být zastupován svým strýcem Pavlem Karađorđevićem, avšak politická situace v Evropě to neumožnila.

### Druhá světová válka a zánik království
Ihned po napadení Polska Německem v září 1939 se silně zradikalizovaly chorvatsko-srbské vztahy, které vyústily v podepsání dohody Maček–Cvetković. Došlo k vytvoření Chorvatské bánoviny, oblasti pod samosprávou chorvatských orgánů, která zahrnovala i značnou část Bosny a Hercegoviny. Ohrožení ze strany mocností Osy vedlo tehdejšího regenta prince Pavla k podpisu paktu o spolupráci s Osou 25. března 1941. Jeho rozhodnutí však vedlo k masovým demonstracím, převratu a uchopení moci tehdy sedmnáctiletým králem Petrem II. Krátce na to (6. dubna) vtrhla vojska Osy do Jugoslávie a obsadila ji. Během několika dní se podařilo okupačním silám obsadit všechna hlavní města v zemi. Nákladně budované vojsko království se ukázalo jako zcela neschopná síla.
Dne 17. dubna 1941 se Jugoslávie rozpadla na několik celků. Chorvatští ustašovci v čele s Antem Pavelićem vytvořili na území dnešního Chorvatska a Bosny a Hercegoviny Nezávislý stát Chorvatsko (NDH; Nezavisna država Hrvatska). Slovinsko bylo rozděleno na tři části, o největší dvě se podělilo Německo, Itálie, Maďarsku připadla malá oblast Prekmurje na severovýchodě Slovinska.
Srbsko bylo obsazeno několika státy: Vojvodina (severní část Srbska) byla rozdělena mezi Maďarsko (severozápadní část – Bačka), Nezávislý stát Chorvatsko (jihozápadní část – Srem) a Německo (východní část Vojvodiny – Banát). Území dnešního Kosova, spolu se západní částí dnešní Severní Makedonie a částí Černé Hory bylo připojeno k Velké Albánii – loutkovému státu pod kontrolou Itálie, zbytek Makedonie a část východního Srbska zabralo Bulharsko. Ve zbytku Srbska byla k moci dosazena proněmecká fašistická vláda vedená generálem Milanem Nedićem. V Černé Hoře byl k moci dosazen proitalský kníže, italské snahy na návrat dynastie Petrovićů-Njegošů, která zde vládla před rokem 1918, ztroskotaly.
Okupační síly se pokoušely zajistit si válečnou výrobu v obsazených zemích. Budovaly proto nové továrny a upravovaly staré. Většina obyvatel však tehdy ještě pracovala v zemědělství, byl jim ale zabavován dobytek. Hospodářství, které bylo slabé již před válkou, dostalo další zásah. Infrastrukturu začaly velmi brzy napadat protiokupační ozbrojené síly.
Petr II. uprchl do Londýna, odpor na jugoslávském území však dále vedl komunistický vůdce Josip Broz Tito, který 29. listopadu 1943 na 2. zasedání AVNOJ vyhlásil Demokratickou federativní Jugoslávii. Vedle toho proti Němcům také bojovaly skupiny četniků, ozbrojených srbských vzbouřenců. Ti měli zpočátku velké sympatie západních zemí, avšak poté, co Titovi partyzáni slavili úspěch a četnické síly se pokoušely vyjednat s Němci alespoň příměří, podpořila Evropa v čele s Británií hlavně Tita. Západní spojenci se sice snažili o sloučení vedení domácího i zahraničního odboje a obnovení království, exilová vláda se však propadala do stále závažnějších problémů a 29. listopadu 1945 byla vyhlášena Federativní lidová republika Jugoslávie.

## Obyvatelstvo

### Etnické skupiny
| Skupina | Počet      | Procent |
| --- | ---------- | ------- |
| Srbové (včetně Černohorců) | 4 665 851  | 38,83%  |
| Chorvati | 2 856 551  | 23,77%  |
| Slovinci | 1 024 761  | 8,53%   |
| Bosenští muslimové (Bosňáci) | 727 650    | 6,05%   |
| Makedonci nebo Bulhaři | 585 558    | 4,87%   |
| Ostatní Slované | 174 466    | 1,45%   |
| Němci | 513 472    | 4,27%   |
| Maďaři | 472 409    | 3,93%   |
| Albánci | 441 740    | 3,68%   |
| Rumuni, Valaši a Arumuni | 229 398    | 1,91%   |
| Turci | 168 404    | 1,40%   |
| Židé | 64 159     | 0,53%   |
| Italové | 12 825     | 0,11%   |
| Ostatní | 80 079     | 0,67%   |
| Celkem | 12 017 323 | 100,00% |
| 1 Zdroje: BANAC, Ivo. The National Question in Yugoslavia. Origins, History, Politics. 2nd printing. vyd. Ithaca, NY: Cornell University Press, 1992. Dostupné online. ISBN 9780801494932. S. 58. (The table represents a reconstruction of Yugoslavia's ethnic structure immediately after the establishment of the kingdom in 1918.) |            |         |

Do roku 1929 byli Srbové, Chorvati a Slovinci ústavními národy, než se sloučili do jedné „jugoslávské“ národnosti.

### Jazyky
Následující data, seskupená podle prvního jazyka, pocházejí ze sčítání lidu v roce 1921:
- Srbochorvatština: 8 911 509 (74,36%)
  - Srbové: 44,57%
  - Chorvati: 23,5%
  - Muslimové: 6,29%
- slovinština: 1 019 997 (5,1%)
- němčina: 505 790 (4,22%)
- maďarština: 467 658 (3,9%)
- albánština: 439,657 (3,67%)
- rumunština: 231 068 (1,93%)
- turečtina: 150,322 (1,25%)
- čeština a slovenština: 115 532 (0,96%)
- rusínština: 25 615 (0,21%)
- ruština: 20 568 (0,17%)
- polština: 14 764 (0,12%)
- italština: 12 553 (0,11%)
- Ostatní: 69 878 (0,58%)[15][16]

Podle jazyka tvořili Jugoslávci (společně Srbové, Chorvati, Slovinci a Muslimové podle národnosti) 82,87% populace země.

### Náboženské skupiny
- Křesťané: 10 571 569 (88,21%)
  - Pravoslavní: 5 593 057 (46.67%)
  - Katolíci: 4 708 657 (39,29%)
  - Protestanti: 229 517 (1,91%)
  - Řečtí katolíci: 40 338 (0.34%)
- Muslimové: 1 345 271 (11,22%)
- Židé: 64 746 (0.54%)
- ostatní: 1 944 (0,02%)
- ateisté: 1 381 (0,01%)[15]

## Předsedové vlád

### Království SHS
- Stojan Protić (1918–1919)
- Ljubomir Davidović (1919–1920)
- Stojan Protić (1920)
- Milenko Vesnić (1920–1921)
- Nikola Pašić (1921–1924)
- Ljubomir Davidović (1924)
- Nikola Pašić (1924–1926)
- Nikola Uzunović (1926–1927)
- Velimir Vukićević (1927–1928)
- Anton Korošec (1928–1929)

### Království Jugoslávie
- Petar Živković (1929–1932)
- Vojislav Marinković (1932)
- Milan Srškić (1932–1934)
- Nikola Uzunović (1934)
- Bogoljub Jevtić (1934–1935)
- Milan Stojadinović (1935–1939)
- Dragiša Cvetković (1939–1941)

### Exilová vláda v době druhé světové války
- Dušan Simović (1941–1942)
- Slobodan Jovanović (1942–1943)
- Miloš Trifunović (1943)
- Božidar Purić (1943–1944)
- Ivan Šubašić (1944–45)
- Drago Marušić (1945)